# 竹内ゆう紀
竹内 ゆう紀 （たけうち ゆうき、1979年9月27日 - ）は、日本のモデル、女優。千葉県出身。アンベルイル所属。血液型はO型。趣味はドライブ、水泳、写真撮影。特技は茶道、スピード着付け。

## 来歴・人物
1996年に雑誌モデルとしてデビュー、CMにも多数出演。その後女優としても活動している。

## 出演

### 映画・ビデオ
- ROOM 2（2003年、監督:樽沢勇紀）
- ガラクタノココロ（2004年、監督:葵圭介）
- ヒッチ・ハイク 溺れる箱船（2004年） 麗子役
- 斬人 KIRIHITO（2005年） 葵役
- 天正伊賀の乱（2005年、NETCINEMA.TV）伺見（ウカガミ）役
- デス・トランス（2006年） ユーリ役

### テレビドラマ
- 女と愛とミステリー 西村京太郎トラベルサスペンス「日本一周「旅号」殺人事件」（2003年4月23日）
- 夜王 第6話（2006年、TBS）
- 土曜ワイド劇場 30周年特別企画「刑事殺し」（2007年5月19日、テレビ朝日） 園枝役

### 舞台
- HERO370「結婚詐欺株式会社」（2003年2月）
- 三松座公演「春告鳥（うぐいす）」（2003年11月）

### CM
- コアズ「北村社長編」（2003年）北村総一郎共演

### その他
- スタパトロニクスTV（2003年8月 - 2004年12月） アシスタント